# Las Galletas
Las Galletas is een dorp gelegen in de gemeente Arona, in het zuiden van het Spaanse eiland Tenerife (Canarische Eilanden). Het bevindt zich langs de Ten-Bel. Het dorp ligt ongeveer 65 km verwijderd van de hoofdstad Santa Cruz de Tenerife en op ongeveer 10 km van de gemeentelijke hoofdkern.

## Geschiedenis
Las Galletas was oorspronkelijk een klein vissersdorp dat erg afhankelijk was van landbouw en visvangst. Over de jaren heen is de plaats echter uitgegroeid tot een volwaardige residentiële woonwijk met tal van restaurants, brasseries, cafés, winkels en supermarkten.

## Verbindingen
Las Galletas is via de TF-1 te bereiken via afrit 62 in Las Chafiras en zo over de TF-652 langs Guargacho en via afrit 69 in Guaza en zo over de TF-66, die rechtstreeks naar het dorp leidt.

### Openbaar vervoer
Vervoersmaatschappij TITSA verzorgt vervoer per bus van en naar Las Galletas.
| Lijn | Traject                                 |
| ---- | --------------------------------------- |
| 467  | Costa del Silencio - La Caleta de Adeje |
| 468  | Parque de la Reina - Parque de la Reina |
| 470  | El Médano - Los Cristianos              |
| 415  | El Fraile - Aeropuerto Sur - San Isidro |
| 486  | Granadilla de Abona - El Fraile         |

## Demografie
Onderstaande tabel geeft het aantal inwoners weer op 1 januari van het desbetreffende jaar.
| kern                                 | geslacht | 2000 | 2001 | 2002 | 2003 | 2004 | 2005 | 2006 | 2007 | 2008 | 2009 | 2010 | 2011 | 2012 | 2013 | 2014 | 2015 | 2016 | 2017 | 2018 | 2019 | 2020 | 2021 |
| ------------------------------------ | -------- | ---- | ---- | ---- | ---- | ---- | ---- | ---- | ---- | ---- | ---- | ---- | ---- | ---- | ---- | ---- | ---- | ---- | ---- | ---- | ---- | ---- | ---- |
| Las Galletas                         | mannen   | 1043 | 1237 | 1501 | 1606 | 1739 | 1915 | 1897 | 1848 | 1852 | 1833 | 1765 | 1576 | 1657 | 1757 | 1793 | 1822 | 1834 | 1850 | 1868 | 1902 | 1933 | 1905 |
| Las Galletas                         | vrouwen  | 1003 | 1133 | 1382 | 1489 | 1593 | 1708 | 1673 | 1710 | 1704 | 1685 | 1613 | 1514 | 1568 | 1653 | 1707 | 1743 | 1768 | 1808 | 1861 | 1899 | 1928 | 1931 |
| Las Galletas                         | beide    | 2046 | 2370 | 2883 | 3095 | 3332 | 3623 | 3570 | 3558 | 3556 | 3518 | 3378 | 3090 | 3225 | 3410 | 3500 | 3565 | 3602 | 3658 | 3729 | 3801 | 3861 | 3836 |
| Las Rosas                            | mannen   | 364  | 442  | 589  | 775  | 876  | 974  | 1165 | 1262 | 1344 | 1431 | 1464 | 1351 | 1404 | 1491 | 1481 | 1486 | 1485 | 1503 | 1546 | 1622 | 1649 | 1639 |
| Las Rosas                            | vrouwen  | 381  | 440  | 599  | 753  | 844  | 945  | 1150 | 1275 | 1381 | 1438 | 1454 | 1351 | 1406 | 1452 | 1458 | 1483 | 1469 | 1465 | 1536 | 1617 | 1711 | 1707 |
| Las Rosas                            | beide    | 745  | 882  | 1188 | 1528 | 1720 | 1919 | 2315 | 2537 | 2725 | 2869 | 2918 | 2702 | 2810 | 2943 | 2939 | 2969 | 2954 | 2968 | 3082 | 3239 | 3360 | 3346 |
| La Estrella                          | mannen   | 154  | 175  | 229  | 246  | 252  | 310  | 324  | 343  | 358  | 383  | 357  | 333  | 340  | 338  | 339  | 350  | 356  | 348  | 357  | 371  | 375  | 380  |
| La Estrella                          | vrouwen  | 148  | 148  | 190  | 219  | 242  | 309  | 316  | 317  | 327  | 326  | 316  | 317  | 309  | 311  | 344  | 363  | 375  | 378  | 382  | 383  | 390  | 398  |
| La Estrella                          | beide    | 302  | 323  | 419  | 465  | 494  | 619  | 640  | 660  | 685  | 709  | 673  | 650  | 649  | 683  | 713  | 731  | 726  | 739  | 754  | 765  | 778  |      |
| verspreid (niet gelegen in een kern) | mannen   | 50   | 46   | 42   | 13   | 16   | 12   | 10   | 11   | 9    | 10   | 10   | 6    | 6    | 5    | 10   | 19   | 15   | 17   | 17   | 15   | 15   | 15   |
| verspreid (niet gelegen in een kern) | vrouwen  | 50   | 43   | 37   | 12   | 16   | 15   | 13   | 16   | 10   | 8    | 10   | 9    | 9    | 9    | 9    | 12   | 13   | 12   | 11   | 10   | 12   | 9    |
| verspreid (niet gelegen in een kern) | beide    | 100  | 89   | 79   | 25   | 32   | 27   | 23   | 27   | 19   | 18   | 20   | 15   | 15   | 14   | 19   | 31   | 28   | 29   | 28   | 25   | 27   | 24   |
| Totaal                               | mannen   | 1611 | 1900 | 2361 | 2640 | 2883 | 3211 | 3396 | 3464 | 3563 | 3657 | 3596 | 3266 | 3407 | 3591 | 3623 | 3677 | 3690 | 3718 | 3788 | 3910 | 3972 | 3939 |
| Totaal                               | vrouwen  | 1582 | 1764 | 2208 | 2473 | 2695 | 2977 | 3152 | 3318 | 3422 | 3457 | 3393 | 3191 | 3292 | 3425 | 3518 | 3601 | 3625 | 3663 | 3790 | 3909 | 4041 | 4045 |
| Totaal                               | beide    | 3193 | 3664 | 4569 | 5113 | 5578 | 6188 | 6548 | 6782 | 6985 | 7114 | 6989 | 6457 | 6699 | 7016 | 7141 | 7278 | 7315 | 7381 | 7578 | 7819 | 8013 | 7984 |

Adeje · Arafo · Arico · Arona · Buenavista del Norte · Candelaria · Costa del Silencio · Fasnia · Garachico · Granadilla de Abona · La Guancha · Guía de Isora · Güímar · Icod de los Vinos · La Matanza de Acentejo · La Orotava · Puerto de la Cruz · Los Realejos · El Rosario · San Cristóbal de La Laguna · San Juan de la Rambla · San Miguel de Abona · Santa Cruz de Tenerife · Santa Úrsula · Santiago del Teide · El Sauzal · Los Silos · Tacoronte · El Tanque · Tegueste · La Victoria de Acentejo · Vilaflor de Chasna